# Milda Vainiutė
Milda Vainiutė (ur. 20 grudnia 1962 w Zirnajai w rejonie jezioroskim, zm. 13 września 2024 w Rakiszkach)  – litewska prawniczka, od 2016 do 2018 minister sprawiedliwości.

## Życiorys
W 1986 ukończyła studia nauczycielskie w Wileńskim Instytucie Pedagogicznym, a w 1993 prawo na Uniwersytecie Wileńskim. Kształciła się następnie na Uniwersytecie w Gießen, gdzie uzyskała magisterium (1997) oraz doktorat (2000).
W latach 1986–1998 pracowała w jednej ze szkół w Rakiszkach jako nauczycielka języka litewskiego. Od 2000 do 2002 była głównym specjalistą w departamencie legislacji i prawa publicznego Ministerstwa Sprawiedliwości. W latach 2003–2009 zatrudniona w administracji prezydenckiej m.in. jako doradca prawny Valdasa Adamkusa. Później została m.in. profesorem na Uniwersytecie Michała Römera.
13 grudnia 2016 w nowo utworzonym gabinecie Sauliusa Skvernelisa z rekomendacji Litewskiej Partii Socjaldemokratycznej objęła stanowisko ministra sprawiedliwości. Została odwołana w marcu 2018.